# Luhačovice
Luhačovice là một thị trấn thuộc huyện Zlín, vùng Zlínský, Cộng hòa Séc.